# 薬王院 (桜川市)
薬王院（やくおういん）は、茨城県桜川市真壁町椎尾の寺院。正式名称は、椎尾山薬王院。

## 歴史
782年（延暦元年）建立とされる。三重塔は茨城県指定文化財で、大工棟梁の桜井瀬左衛門安信により1704年（宝永元年）に完成したもの。安信はその後成田山新勝寺の三重塔も建立している。本堂は桜川市指定文化財で、数度の火災で焼失後現在の建物が1680年（延宝8年）に完成。本尊薬師寺如来、因陀羅大将像等の指定文化財の仏像を祀り、内陣小壁には彫刻、彩色画がある。仁王堂も桜川市指定文化財。境内は茨城県指定天然記念物であるスダジイの巨木群生地でもある。
椎尾山薬王院のギャラリー
- 楼門（仁王門）
- 本堂（瑠璃殿）
- 阿弥陀堂

## 所在地・アクセス
茨城県桜川市真壁町椎尾3178
バス停：旧酒寄駅跡より徒歩30分（2km）